# Project Driver
Project: Driver è un album in studio dei M.A.R.S., pubblicato nel 1986 per l'etichetta discografica Shrapnel Records.

## Tracce
Testi e musiche di Aldridge, MacAlpine, Rock, Sarzo.
1. Nations on Fire – 2:52
2. Writings on the Wall – 3:03
3. Stand Up and Fight – 3:49
4. Nostradamus – 6:16
5. Unknown Survivior – 3:39
6. Fantasy – 3:30
7. Slave to My Touch – 3:34
8. I Can See It in Your Eyes – 4:32
9. You and I – 3:50

## Formazione
- Rob Rock - voce
- Tony MacAlpine - chitarra, tastiere
- Rudy Sarzo - basso
- Tommy Aldridge - batteria

### Altre partecipazioni
- Bret Douglas – cori
- Tommy Cosgrove – cori
- Mark Tate – cori
- Dino Alden – cori
- Mike Varney – cori